# Чернышёв, Михаил Анатольевич
Михаи́л Анато́льевич Чернышёв (род. 6 марта 1950, Ростов-на-Дону) — российский политический деятель, депутат Государственной Думы VII созыва. Ранее являлся заместителем губернатора Ростовской области (вопросы жилищно-коммунального хозяйства, регионального государственного жилищного надзора, международного и межрегионального сотрудничества) и мэром города Ростов-на-Дону (1993—2014).

## Биография
Михаил Чернышёв родился в Ростове-на-Дону в 1950 году, в 1967 окончил школу с «серебряной медалью» и в 1972 Ростовский институт сельскохозяйственного машиностроения (ныне ДГТУ) по специальности «Приборы точной механики». После этого работал инженером, затем инженером-конструктором первой категории в Ростовском научно-исследовательском институте радиосвязи; с 1980 по 1985 на партийной работе — заведующий отделом Октябрьского РК КПСС, заместитель заведующего отделом Ростовского горкома партии.
С 1985 года — заместитель председателя исполнительного комитета Пролетарского районного Совета народных депутатов, заместитель заведующего организационно-инструкторским отделом исполкома Ростовского областного Совета народных депутатов, затем глава администрации Пролетарского района города Ростова-на-Дону.
В июле 1993 назначен главой администрации города Ростова-на-Дону. В 1994 году избран депутатом Ростовской городской Думы и главой местного самоуправления города, в декабре 1996 года, получив 78 % голосов избирателей, победил на выборах мэра Ростова; в декабре 2000, декабре 2004 и марте 2010 переизбирался на эту должность. 6 октября 2014 года ушёл в отставку с должности мэра и перешёл на работу в правительство Ростовской области. Указом губернатора Ростовской области Василия Голубева от 6 октября 2014 года, назначен заместителем губернатора Ростовской области с 7 октября 2014 года. Вёл вопросы жилищно-коммунального хозяйства; регионального государственного жилищного надзора; выявления административных правонарушений в области благоустройства территорий городов и других населенных пунктов Ростовской области и рассмотрения дел об административных правонарушениях; международного и межрегионального сотрудничества.
18 сентября 2016 года избран депутатом Государственной Думы от Южного избирательного округа (0152, Ростовская область).
Награждён орденом «За заслуги перед Отечеством» IV степени (2007), орденом Дружбы (1997), орденом Почёта (2000), в 1999 году знаком «Почетный строитель России».
По версии общественной организации «Всероссийский совет местного самоуправления» — лучший глава муниципального образования РФ в 2009 году.
Имеет учёную степень доктора экономических наук и спортивные разряды по плаванию, шахматам, стрельбе.

## Законотворческая деятельность
С 2016 по 2019 год, в течение исполнения полномочий депутата Государственной Думы VII созыва, выступил соавтором 33 законодательных инициатив и поправок к проектам федеральных законов.

## Управленческий стиль
Характеризуя управленческий стиль на посту мэра Ростова-на-Дону, политологи говорят о «мягкой силе» в характере Михаила Анатольевича и его умении договариваться, находить приемлемый компромисс в трудноразрешимых ситуациях. Именно это качество помогало ему трижды избираться на должность главы города, и дважды становиться депутатом: Ростовской-на-Дону городской Думы и Государственной Думы.
М.А. Чернышеву довелось возглавлять администрацию Ростова-на-Дону  пожалуй в самый сложный период истории города, да и всей страны. Девяностые годы — это острая нехватка финансирования, неразбериха в структурах власти, когда советская система управления уходила в прошлое, а новая ещё только создавалась. Нельзя не упомянуть и такие факторы, как разгул преступности в «лихие девяностые» и контртеррористические операции федеральных сил на Северном Кавказе. Все это делало чрезвычайно сложной работу главы столицы Юга России.
Знаковыми были и «нулевые» годы, когда страна начинала выходить из трудных «девяностых», начала возрождаться экономика. Приоритетные национальные проекты обеспечили приток денег на решение проблем в системе здравоохранения, образования, ЖКХ. Законодательные реформы окончательно определили полномочия муниципалитета, переложив часть нагрузки на федеральные структуры. Это позволило сосредоточиться  на решении городских вопросов: развитии транспортной инфраструктуры, строительстве жилья и важных социальных объектов, улучшении  работы учреждения образования, медицины, на поддержке культуры и спорта, общественных организаций.

## Семья
Женат вторым браком, жена — Зоя Степанова, депутат Государственной думы (4-го, 5-го и 6-го созывов), фракция Единая Россия. От первого брака есть две дочери — Ольга и Надежда. Есть внук и внучка.

## Сведения о доходах и собственности
Согласно поданной З. М. Степановой в качестве депутата Госдумы декларации, доход супругов за 2011 год составил 5,3 млн рублей. Чернышёву и Степановой принадлежат земельный участок площадью 2 тыс. квадратных метров, две квартиры, жилой дом площадью 771,5 квадратных метра, 3 гаража, два машиноместа, легковой автомобиль, вездеход и снегоход.

## Критика
- В июле 2011 года в отношении дочери Мэра Михаила Чернышёва, Ольги Чернышёвой, СЧ СУ при ГУВД по Ростовской области Ростовской области было возбуждено уголовное дело о мошенничестве[13], в период 2007—2008 годов она обманным путём завладела 89 га фермерских-сельскохозяйственных земель на сумму 300 миллионов рублей[14]. В октябре 2013 года суд признал Ольгу Чернышову виновной в соверешении уголовного преступления и осудил на два года условно по статье «Причинение имущественного ущерба путём злоупотребления доверием», хотя первоначально в обвинении фигурировала статья «Мошенничество»[15]. Государственное обвинение требовало для подсудимой три года условно[15].
- В октябре 2011 года мэр Ростова-на-Дону Михаил Чернышев уличен в махинациях с земельными участками. По данным прокуратуры, Михаил Чернышев, занимающий должность градоначальника с 1996 года, в начале нулевых незаконно изъял из федеральной собственности участок площадью 5,66 га у Ростовского университета, который впоследствии был переименован в Южный федеральный университет. Правоохранители обратили внимание на эти деяния мэра лишь через 10 лет, благодаря кампании, проведенной летом 2011 года жителями Ростова-на-Дону. На изъятой университетской земле появились частные жилые дома ТСЖ «Ботаник», причем одна из этих усадеб принадлежит дочери мэра. За самим Чернышевым зарегистрировано право на половину доли одного из участков. 22 ноября 2011 года Следственным управлением Следственного Комитета РФ по Ростовской области принято решение об отказе в возбуждении уголовного дела в отношении мэра г. Ростова-на-Дону Михаила Чернышева за отсутствием в его действиях состава преступлений[16].